# Fusivoluta profundorum
Fusivoluta profundorum is een slakkensoort uit de familie van de Volutidae. De wetenschappelijke naam van de soort is voor het eerst geldig gepubliceerd in 2012 door Bail & Puillandre.